# Seinen
Ne doit pas être confondu avec Shōnen.

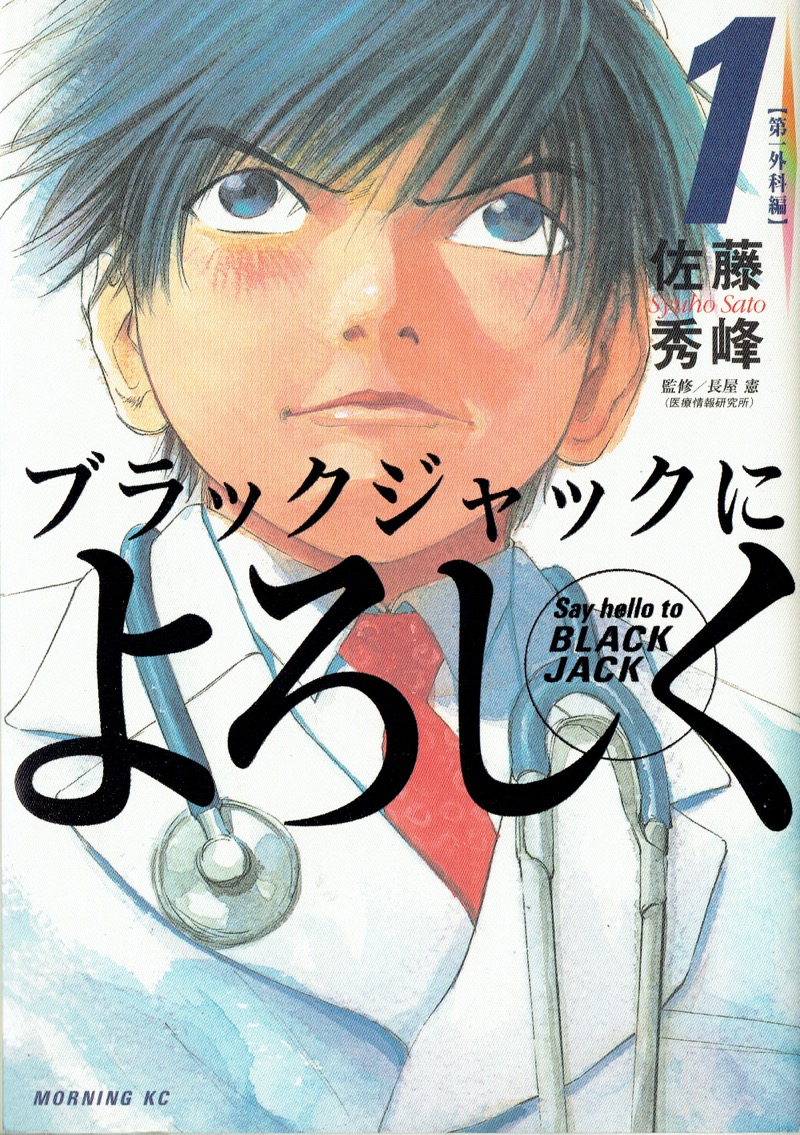
Couverture du volume 1 de Say Hello to Black Jack, un seinen manga.

Le seinen manga (青年漫画, litt. « manga pour jeune homme ») est utilisé pour désigner une ligne éditoriale de manga, dont la cible est avant tout constituée par les jeunes adultes de sexe masculin. Le genre est à opposer au josei manga (女性漫画, manga pour jeune femme).

## Histoire
Le concept du seinen a été introduit en 1946. En effet, après la Seconde Guerre mondiale, le manga est devenu un divertissement populaire grâce aux innovations apportées par Osamu Tezuka au point de vue graphique et narratif. Cependant, son style trop enfantin et proche des Silly Symphonies de Disney a vu naître certaines critiques au Japon. Ainsi, plusieurs artistes décident de publier des histoires plus sérieuses à la fin des années 1950 dans des kashihonya, ou librairies de prêts, qui commençaient à décliner du fait de la hausse du niveau de vie japonais. Les séries publiées sont alors plus violentes, réalistes et contiennent des scènes sexuelles explicites. Yoshihiro Tatsumi nomme ce style gekiga (images dramatiques). Des séries comme Kamui de Sampei Shirato ou Golgo 13 de Takao Saitō voient le jour, notamment dans le célèbre magazine Garo, et le succès est au rendez-vous. Afin de profiter de ce succès et l'élargir, les éditeurs de mangas lancent le seinen manga dans les années 1960 et en font une cible éditoriale destinée aux jeunes adultes. Le magazine Weekly Manga Action est alors créé en 1967, et le magazine Big Comic suit l'année suivante. De nombreux artistes de gekiga décident alors de se lancer dans le seinen, tandis que les librairies de prêts sont sur le déclin. Le style narratif et graphique du seinen sont généralement plus réalistes, avec une utilisation plus approfondie de la trame, des traits plus travaillés, une recherche plus poussée dans la mise en page, mais emprunte également des codes instaurés quelques années auparavant par Osamu Tezuka dans les manga shōnen, ce qui rend la frontière entre ces deux types assez floue, d'autant que les thèmes abordés sont les mêmes, allant du sport à la science-fiction en passant par les récits historiques ou la comédie.
Pour bien différencier les cibles éditoriales, les éditeurs lancent de nombreux magazines spécialisés dans une seule tranche d'âge et de sexe ; pour le seinen, de nombreux magazines avec le terme « young » voient le jour, comme Weekly Young Jump, Weekly Young Sunday, Weekly Young Magazine et bien d'autres. De plus, les seinen comportent généralement moins de furigana à côté des kanji.

## Liste des magazinesseinen
Liste des principaux magazines seinen par tirage pendant la période du 1er octobre 2009 au 30 septembre 2010.
| Titre                               | Tirage  |
| ----------------------------------- | ------- |
| Weekly Young Magazine               | 807 871 |
| Weekly Young Jump                   | 768 980 |
| Big Comic Original                  | 729 750 |
| Weekly Manga Goraku                 | 500 000 |
| Big Comic                           | 454 000 |
| Comic Kairakuten                    | 350 000 |
| Weekly Morning                      | 340 209 |
| Weekly Manga Sunday (n'existe plus) | 300 000 |
| Business Jump (n'existe plus)       | 285 334 |
| Super Jump (n'existe plus)          | 277 500 |
| Big Comic Spirits                   | 260 024 |
| Comic Shitsurakuten                 | 250 000 |
| Young Champion                      | 250 000 |
| Comic Ran                           | 207 350 |
| Big Comic Superior                  | 204 125 |
| Manga Action                        | 200 000 |
| Young King                          | 200 000 |